# I diavoli della guerra
I diavoli della guerra - The war devils è un film del 1969 diretto da Bitto Albertini.

## Trama
In Tunisia, nel 1943, alcuni soldati americani agli ordini del capitano Vincent vengono paracadutati in zona nemica con il compito di distruggere una batteria fortificata tedesca. Malgrado l'impresa riesca, nonostante le gravi perdite subite, i superstiti finiscono prigionieri del tenente tedesco Meinike. Costretti a rifugiarsi in una grotta mentre infuria una battaglia tra mezzi corazzati, americani e tedeschi rimangono isolati. Dopo essersi aiutati a vicenda, temporaneamente dimentichi di appartenere a opposti fronti, Vincent e Meinike decidono di affrontare insieme il deserto per raggiungere il più vicino posto abitato.
Durante la marcia le mine disseminate nella sabbia uccidono la maggior parte dei loro uomini; quando finalmente Meinike si ricongiunge con la sua parte, lascia liberi i due americani superstiti, augurandosi di non doverli più rivedere. Un anno dopo, invece, in Francia, Vincent e Meinike finiscono per trovarsi di nuovo l'uno di fronte all'altro: impegnato, il primo, a liberare un colonnello inglese; il secondo ad impedirglielo. Nel corso della lotta, Vincent viene a trovarsi sotto il tiro di Meinike, ma il tedesco, riconosciuto l'avversario, abbassa la pistola. Da lontano, un soldato americano, credendo che Vincent sia in pericolo, imbraccia il fucile e colpisce Meinike a morte.